# Super Formula 2015
La stagione 2015 della Super Formula è stata la quarantatreesima edizione del più importante campionato giapponese per vetture a ruote scoperte, la terza con la denominazione di Super Formula. La serie è iniziata il 19 aprile ed è terminata l'8 novembre. È stata vinta dal pilota giapponese Iroaki Ishiura su Dallara-Toyota.

## La pre-stagione

### Calendario
La versione definitiva del calendario è stata resa nota a novembre 2014.
| Gara | Nome                      | Circuito            | Giri | Lunghezza                  | Data         |
| ---- | ------------------------- | ------------------- | ---- | -------------------------- | ------------ |
| 1    | Suzuka 2&4 Race           | Circuito di Suzuka  | 43   | 43 x 5,807 km = 249,701 km | 19 aprile    |
| 2    |                           | Circuito di Okayama | 68   | 68 x 3,703 km = 251,804 km | 24 maggio    |
| 3    |                           | Circuito del Fuji   | 55   | 55 x 4,563 km = 250,965 km | 19 luglio    |
| 4    | Twin Ring Motegi 2&4 Race | Twin Ring Motegi    | 52   | 52 x 4,081 km = 249,652 km | 23 agosto    |
| 5    | Autopolis 2&4 Race        | Autopolis           | 54   | 54 x 4,674 km = 252,389 km | 13 settembre |
| 6    |                           | Sportsland SUGO     | 68   | 68 x 3,704 km = 251,872 km | 18 ottobre   |
| 7    | JAF Grand Prix            | Circuito di Suzuka  | 20   | 20 x 5,807 km = 116,140 km | 8 novembre   |
| 7    | JAF Grand Prix            | Circuito di Suzuka  | 27   | 27 x 5,807 km = 156,789 km | 8 novembre   |

- Tutte le corse sono disputate in Giappone.

## Piloti e team
| Team                         | Motore        | No. | Piloti                 | Gare   |
| ---------------------------- | ------------- | --- | ---------------------- | ------ |
| Petronas Team TOM'S          | Toyota RI4A   | 1   | Kazuki Nakajima        | 1, 3-7 |
| Petronas Team TOM'S          | Toyota RI4A   | 1   | Kazuya Oshima          | 2      |
| Petronas Team TOM'S          | Toyota RI4A   | 2   | André Lotterer         | Tutte  |
| Kondō Racing                 | Toyota RI4A   | 3   | James Rossiter         | Tutte  |
| Kondō Racing                 | Toyota RI4A   | 4   | William Buller         | Tutte  |
| Kygnus Sunoco Team LeMans    | Toyota RI4A   | 7   | Ryō Hirakawa           | Tutte  |
| Kygnus Sunoco Team LeMans    | Toyota RI4A   | 8   | Kamui Kobayashi        | Tutte  |
| Real Racing                  | Honda HR-414E | 10  | Koudai Tsukakoshi      | Tutte  |
| Real Racing                  | Honda HR-414E | 11  | Takuya Izawa           | Tutte  |
| Team Mugen                   | Honda HR-414E | 16  | Naoki Yamamoto         | Tutte  |
| KCMG                         | Toyota RI4A   | 18  | Yuichi Nakayama        | Tutte  |
| Lenovo Team Impul            | Toyota RI4A   | 19  | João Paulo de Oliveira | Tutte  |
| Lenovo Team Impul            | Toyota RI4A   | 20  | Andrea Caldarelli      | Tutte  |
| Drago Corse                  | Honda HR-414E | 34  | Takashi Kogure         | Tutte  |
| P.mu/cerumo・INGING          | Toyota RI4A   | 38  | Hiroaki Ishiura        | Tutte  |
| P.mu/cerumo・INGING          | Toyota RI4A   | 39  | Yuji Kunimoto          | Tutte  |
| Docomo Team Dandelion Racing | Honda HR-414E | 40  | Tomoki Nojiri          | Tutte  |
| Docomo Team Dandelion Racing | Honda HR-414E | 41  | Narain Karthikeyan     | Tutte  |
| Nakajima Racing              | Honda HR-414E | 64  | Daisuke Nakajima       | Tutte  |
| Nakajima Racing              | Honda HR-414E | 65  | Bertrand Baguette      | Tutte  |

- Tutte le vetture sono Dallara SF14.

## Circuiti e gare
Entra nella serie il Circuito di Okayama, precedentemente noto come Circuito di Aida, che ospitò anche due edizioni del Gran Premio del Pacifico di Formula 1.

## Risultati e classifiche

### Risultati
| Gara | Circuito  | Tempo       | Velocità     | Pole Position     | GPV                    | Vincitore              | Vettura        | Team                |
| ---- | --------- | ----------- | ------------ | ----------------- | ---------------------- | ---------------------- | -------------- | ------------------- |
| 1    | Suzuka    | 1h14'01"371 | 202,40 km/h  | Naoki Yamamoto    | Tomoki Nojiri          | André Lotterer         | Dallara-Toyota | Petronas Team TOM's |
| 2    | Okayama   | 1h29'49"130 | 166,208 km/h | Hiroaki Ishiura   | Hiroaki Ishiura        | Hiroaki Ishiura        | Dallara-Toyota | P.mu/cerumo・INGING |
| 3    | Fuji      | 1h28'21"088 | 170,225 km/h | Andrea Caldarelli | João Paulo de Oliveira | João Paulo de Oliveira | Dallara-Toyota | Lenovo Team Impul   |
| 4    | Motegi    | 1h23'44"456 | 178,890 km/h | Hiroaki Ishiura   | Kazuki Nakajima        | Hiroaki Ishiura        | Dallara-Toyota | P.mu/cerumo・INGING |
| 5    | Autopolis | 1h22'53"404 | 182,522 km/h | Hiroaki Ishiura   | João Paulo de Oliveira | Kazuki Nakajima        | Dallara-Toyota | Petronas Team TOM'S |
| 6    | Sugo      | 1h17'52"551 | 194,07 km/h  | André Lotterer    | Tomoki Nojiri          | André Lotterer         | Dallara-Toyota | Petronas Team TOM'S |
| 7    | Suzuka    | 42'03"785   | 165,67 km/h  | André Lotterer    | André Lotterer         | André Lotterer         | Dallara-Toyota | Petronas Team TOM'S |
| 7    | Suzuka    | 52'32"553   | 179,04 km/h  | Naoki Yamamoto    | Narain Karthikeyan     | Naoki Yamamoto         | Dallara-Honda  | Team Mugen          |

### Classifica piloti
I punti sono assegnati secondo lo schema seguente:
| Weekend 1-6 | 10 | 8 | 6 | 5   | 4 | 3   | 2 | 1   | 1 |
| Weekend 7   | 8  | 4 | 3 | 2,5 | 2 | 1,5 | 1 | 0,5 | 1 |

| Pilota | Posizione              | S2&4 | OKA | FUJ | M2&4 | A2&4 | SUG | JAF | JAF | Punti |
| ------ | ---------------------- | ---- | --- | --- | ---- | ---- | --- | --- | --- | ----- |
| 1      | Hiroaki Ishiura        | 5    | 1   | 3   | 1    | 2    | 5   | 2   | 4   | 51,5  |
| 2      | Kazuki Nakajima        | 2    |     | 2   | 2    | 1    | 4   | 4   | 2   | 45,5  |
| 3      | André Lotterer         | 1    | 8   | 5   | 4    | 11   | 1   | 1   | Rit | 40    |
| 4      | João Paulo de Oliveira | 4    | 5   | 1   | 3    | 5    | 7   | Rit | 3   | 34    |
| 5      | Naoki Yamamoto         | 15   | 4   | 12  | 8    | 7    | 2   | 14  | 1   | 26    |
| 6      | Kamui Kobayashi        | 9    | 2   | 10  | 17   | 3    | 6   | 3   | 9   | 20    |
| 7      | Tomoki Nojiri          | 8    | 3   | 8   | 6    | 10   | 3   | 5   | Rit | 19    |
| 8      | Ryō Hirakawa           | 12   | 9   | 6   | 7    | 4    | 8   | 10  | 5   | 13    |
| 9      | Yuji Kunimoto          | 17   | Rit | 4   | 18   | 8    | 17  | 7   | 8   | 7,5   |
| 10     | Daisuke Nakajima       | 6    | 12  | Rit | 5    | 9    | 12  | Rit | 10  | 7     |
| 11     | Narain Karthikeyan     | 3    | 10  | Rit | 9    | 14   | 13  | 12  | 14  | 6     |
| 12     | James Rossiter         | 16   | Rit | 7   | 12   | 6    | 14  | Rit | Rit | 5     |
| 13     | Takuya Izawa           | 7    | 7   | 11  | 10   | 12   | Rit | 8   | 15  | 4,5   |
| 14     | Andrea Caldarelli      | 11   | 6   | 9   | 11   | 15   | 16  | Rit | 12  | 4     |
| 15     | Takashi Kogure         | Rit  | Rit | 16  | 14   | 13   | 11  | 6   | 7   | 2,5   |
| 16     | Yuichi Nakayama        | 13   | Rit | 15  | 16   | 19   | 10  | Rit | 6   | 1,5   |
| 17     | Koudai Tsukakoshi      | NP   | 14  | 13  | Rit  | 17   | 9   | 9   | 11  | 0     |
| 18     | Bertrand Baguette      | 10   | 11  | Rit | 15   | 16   | 18  | 11  | Rit | 0     |
| 19     | William Buller         | 14   | 13  | 14  | 13   | 18   | 15  | 13  | 13  | 0     |
| 20     | Kazuya Oshima          |      | 15  |     |      |      |     |     |     | 0     |
| Pos    | Pilota                 | S2&4 | OKA | FUJ | M2&4 | A2&4 | SUG | JAF | JAF | Punti |

| Colore  | Risultato             |
| ------- | --------------------- |
| Oro     | Vincitore             |
| Argento | 2º posto              |
| Bronzo  | 3º posto              |
| Verde   | Finito a punti        |
| Blu     | Finito senza punti    |
| Viola   | Ritirato (Rit)        |
| Viola   | Non classificato (NC) |
| Rosso   | Non qualificato (NQ)  |
| Nero    | Squalificato (SQ)     |
| Bianco  | Non partito (NP)      |
| Bianco  | Non ha gareggiato     |
| Bianco  | Infortunato (INF)     |
| Bianco  | Escluso (ES)          |
| Bianco  | Gara cancellata (C)   |

### Classifica scuderie
| Pos. | Team                  | Nr. | S2&4 | OKA | FUJ | M2&4 | A2&4 | SUG | JAF | JAF | Punti |
| ---- | --------------------- | --- | ---- | --- | --- | ---- | ---- | --- | --- | --- | ----- |
| 1    | Team TOM'S            | 1   | 2    | 15  | 2   | 2    | 1    | 4   | 4   | 2   | 80,5  |
| 1    | Team TOM'S            | 2   | 1    | 8   | 5   | 4    | 11   | 1   | 1   | Rit | 80,5  |
| 2    | P.mu/cerumo・INGING   | 38  | 5    | 1   | 3   | 1    | 2    | 5   | 2   | 4   | 56    |
| 2    | P.mu/cerumo・INGING   | 39  | 17   | Rit | 4   | 18   | 8    | 17  | 7   | 8   | 56    |
| 3    | Team Impul            | 19  | 4    | 5   | 1   | 3    | 5    | 7   | Rit | 3   | 37    |
| 3    | Team Impul            | 20  | 11   | 6   | 9   | 11   | 15   | 16  | Rit | 12  | 37    |
| 4    | Team LeMans           | 7   | 12   | 9   | 6   | 7    | 4    | 8   | 10  | 5   | 33    |
| 4    | Team LeMans           | 8   | 9    | 2   | 10  | 17   | 3    | 6   | 3   | 9   | 33    |
| 5    | Team Dandelion Racing | 40  | 8    | 3   | 8   | 6    | 10   | 3   | 5   | Rit | 25    |
| 5    | Team Dandelion Racing | 41  | 3    | 10  | Rit | 9    | 14   | 13  | 12  | 14  | 25    |
| 6    | Team Mugen            | 16  | 15   | 4   | 12  | 8    | 7    | 2   | 14  | 1   | 21    |
| 7    | Nakajima Racing       | 64  | 6    | 12  | Rit | 5    | 9    | 12  | Rit | 10  | 7     |
| 7    | Nakajima Racing       | 65  | 10   | 11  | Rit | 15   | 16   | 18  | 11  | Rit | 7     |
| 8    | KONDO Racing          | 3   | 16   | Rit | 7   | 12   | 6    | 14  | Rit | Rit | 5     |
| 8    | KONDO Racing          | 4   | 14   | 13  | 14  | 13   | 18   | 15  | 13  | 13  | 5     |
| 9    | Real Racing           | 10  | NP   | 14  | 13  | Rit  | 17   | 9   | 9   | 11  | 4,5   |
| 9    | Real Racing           | 11  | 7    | 7   | 11  | 10   | 12   | Rit | 8   | 15  | 4,5   |
| 10   | Drago Corse           | 34  | Rit  | Rit | 16  | 14   | 13   | 11  | 6   | 7   | 2,5   |
| 11   | KCMG                  | 18  | 13   | Rit | 15  | 16   | 19   | 10  | Rit | 6   | 1,5   |
| Pos. | Team                  | Nr. | S2&4 | OKA | FUJ | M2&4 | A2&4 | SUG | JAF | JAF | Punti |

| Colore  | Risultato             |
| ------- | --------------------- |
| Oro     | Vincitore             |
| Argento | 2º posto              |
| Bronzo  | 3º posto              |
| Verde   | Finito a punti        |
| Blu     | Finito senza punti    |
| Viola   | Ritirato (Rit)        |
| Viola   | Non classificato (NC) |
| Rosso   | Non qualificato (NQ)  |
| Nero    | Squalificato (SQ)     |
| Bianco  | Non partito (NP)      |
| Bianco  | Non ha gareggiato     |
| Bianco  | Infortunato (INF)     |
| Bianco  | Escluso (ES)          |
| Bianco  | Gara cancellata (C)   |